# Nati nel 1965/Senza giorno specificato
| Questa pagina contiene informazioni ricavate automaticamente dalle voci biografiche con l'ausilio del template Bio e di un bot. L'aggiornamento è periodico e automatico e ricostruisce completamente la pagina. Se manca una persona in questa lista, sei pregato di non aggiungerla, ma accertati piuttosto che la sua voce biografica contenga il template Bio e che i dati anagrafici siano correttamente compilati. Se il template Bio manca, inseriscilo tu stesso o, in alternativa, metti l'avviso {{tmp\|Bio}} che ne segnala la mancanza. Se i dati riportati sono sbagliati, correggi direttamente la voce biografica; le modifiche saranno visibili in questa lista entro pochi giorni. Per chiarimenti vedi il progetto biografie. La lista contiene solo le 255 persone che sono citate nell'enciclopedia e per le quali è stato implementato correttamente il template Bio. Pagina aggiornata al 18 ago 2025. |

- Fahda bint Falah Al Hithlain, saudita
- Abdullah bin Nasser bin Khalifa Al Thani, politico qatariota
- Leonardo Albanesi, militare italiano
- Giovanni Antonini, flautista e direttore d'orchestra italiano
- Emanuele Arciuli, pianista italiano
- Hannes Bachleitner, astronomo austriaco
- Daniel Barber, regista britannico
- Sandro Battisti, scrittore di fantascienza italiano
- Brett Battles, scrittore statunitense
- Enrico Bellavia, giornalista e saggista italiano
- Giordano Bellincampi, direttore d'orchestra italiano
- Roland Benedikter, sociologo italiano
- Alessandro Bertozzi, sassofonista italiano
- Marc Bitzer, dirigente d'azienda tedesco
- Loyd Blankenship, hacker statunitense
- Ettore Bocchia, cuoco italiano
- Fabio Bonizzoni, organista e clavicembalista italiano
- Johan Braeckman, filosofo belga
- Elena Bucci, attrice, drammaturga e regista teatrale italiana
- Roderick Buchanan, artista scozzese
- Candelo Cabezas, percussionista colombiano († 1997)
- José C. Vales, scrittore e traduttore spagnolo
- Dana Cameron, archeologa e scrittrice statunitense
- Moira Cameron, militare britannica
- Paolo Canettieri, filologo italiano
- Albino Carbognani, astrofisico italiano
- Ulla Carlsson, ex sciatrice alpina svedese
- Rollo Carpenter, informatico britannico
- Silas Carson, attore britannico
- Lázaro Castro, ex schermidore cubano
- Vadim Aleksandrovič Černobrov, pseudoscienziato e ufologo russo († 2017)
- Carlo Cerutti, ex sciatore alpino italiano
- Marco Chiarelli, cantautore e compositore italiano
- Kevin Cloud, designer e artista statunitense
- Daniela Comani, artista italiana
- Viorel Constantin, ex cestista rumeno
- Diego Cordovez, giocatore di poker statunitense
- Cynthia Coull, ex pattinatrice artistica su ghiaccio canadese
- Mauro Covacich, scrittore italiano
- Elias Crespin, artista venezuelano
- Giuseppe D'Amato, giornalista, scrittore e storico italiano
- Loïc Dachary, informatico francese
- Joan Daemen, crittografo belga
- Sophie Daull, scrittrice e attrice francese
- Antonello De Leo, regista cinematografico e regista televisivo italiano
- Roberto De Marchi, comico, attore e cantante italiano
- Wim Delvoye, artista belga
- Chaka Demus, musicista e disc jockey giamaicano
- Mike Dillard, batterista statunitense
- Waris Dirie, modella e scrittrice somala
- Glen Duncan, scrittore britannico
- Ian Dunn, attore britannico
- Stina Esp, ex sciatrice alpina norvegese
- Sepideh Farsi, regista iraniana
- Fausto Ferraiuolo, musicista italiano
- Marco Albino Ferrari, giornalista e scrittore italiano
- Roy Fielding, informatico statunitense
- Erik Fosnes Hansen, scrittore norvegese
- Ian Foster, rugbista a 15 e allenatore di rugby a 15 neozelandese
- Veronika Franz, sceneggiatrice e regista austriaca
- Andrea Fraser, artista e critica d'arte statunitense
- Sonia Friedman, produttrice teatrale e produttrice cinematografica britannica
- Bernd Friedmann, musicista tedesco
- Nathalie Gabay, cantante belga
- John Gaeta, effettista statunitense
- Santiago Gamboa, scrittore colombiano
- Nicola Gardini, scrittore, latinista e pittore italiano
- Gabriella Genisi, scrittrice italiana
- Gabriella Ghermandi, scrittrice etiope
- Elisabeth Giger, ex sciatrice alpina svizzera
- Anna Giordano, ambientalista italiana
- Peter Godfrey-Smith, filosofo e scrittore australiano
- Cosimo Gomez, regista, scenografo e sceneggiatore italiano
- Bruno Grossi, flautista svizzero
- Stefan Grunder, ex sciatore alpino svizzero
- Ramanathan V. Guha, informatico e glottoteta indiano
- Stephen Adly Guirgis, drammaturgo, sceneggiatore e attore statunitense
- Bobby Gustafson, musicista e cantautore statunitense
- Hrafnhildur Hagalín, scrittrice islandese
- Ivar Hagemoen, ex sciatore alpino norvegese
- Gabriella Hamberg, ex sciatrice alpina svedese
- Han Song, scrittore di fantascienza e giornalista cinese
- David Bentley Hart, teologo e saggista statunitense
- John Hart, scrittore statunitense
- Kioumars Hashemi, politico iraniano
- Kostas Hatziantoniou, scrittore e storico greco
- Edith Heard, genetista francese
- Volker Heinrich, botanico e naturalista tedesco
- Maria von Heland, sceneggiatrice e regista svedese
- Brett Helquist, illustratore statunitense
- Nancy Fabiola Herrera, mezzosoprano spagnola
- Yayo Herrero, antropologa, ingegnere e docente spagnola
- Ana Isabel Herrero, modella spagnola
- Ron Hicks, pittore statunitense
- Vibeke Hoff, ex sciatrice alpina norvegese
- Robert Hood, disc jockey statunitense
- Salima Ikram, archeologa e egittologa pakistana
- Marwan Issa, terrorista palestinese († 2024)
- Mark Z. Jacobson, climatologo e ingegnere statunitense
- Tracey Ann Jacobson, politica e ambasciatrice statunitense
- Martin Jankowski, scrittore tedesco
- Rob Jarvis, attore britannico
- Jeon Kyu-hwan, regista e sceneggiatore sudcoreano
- Tyehimba Jess, poeta statunitense
- Shen Jingdong, pittore, scultore e militare cinese
- Jannik Johansen, regista e sceneggiatore danese
- Niall Johnson, regista e sceneggiatore britannico
- David Jones, autore di videogiochi e programmatore britannico
- Yadé Kara, scrittrice turca
- Sherrilyn Kenyon, scrittrice statunitense
- Nishat Khan, musicista indiano
- George Kiraz, editore, ingegnere e imprenditore statunitense
- Stefan Klein, saggista e scrittore tedesco
- Greg Kotis, commediografo e librettista statunitense
- Harald Krenn, ex sciatore alpino austriaco
- Justin Kruger, psicologo statunitense
- Misumi Kubo, scrittrice giapponese
- Kiyoshi Kurosu, astronomo giapponese
- Pavel Kustov, ex saltatore con gli sci sovietico
- Vladimir Kuš, pittore e scultore russo
- Inger Köhler, ex sciatrice alpina svedese
- Thomas Köner, musicista e artista tedesco
- Nora Lafi, storica francese
- Ali Lamine Zeine, politico e economista nigerino
- Rob Lane, compositore inglese
- Dag Rune Langehaug, dirigente sportivo e ex sciatore alpino norvegese
- Peter Lepeniotis, regista, sceneggiatore e produttore cinematografico canadese
- Roberta Lepri, scrittrice italiana
- Stephen Levine, astronomo statunitense
- Giorgio Li Calzi, trombettista e compositore italiano
- Joseph Li Shan, arcivescovo cattolico cinese
- Salifou Lindou, artista camerunese
- Mariano Llorente, attore, regista e drammaturgo spagnolo
- Michele Lobaccaro, musicista e compositore italiano
- Nicola Lombardi, scrittore italiano
- Marcus Lovett, attore teatrale e cantante statunitense
- Michele Lupi, giornalista italiano
- Philip Luty, scrittore e attivista britannico († 2011)
- Edelio López Falcón, criminale messicano († 2003)
- Maoupa Cedric Maake, assassino seriale sudafricano
- Zouhair Maghzaoui, politico tunisino
- Vusi Mahlasela, cantautore sudafricano
- Mohamed Mallal, cantautore, poeta e fumettista berbero
- Michael E. Mann, climatologo e geofisico statunitense
- Giovanni Manzini, informatico e matematico italiano
- Massimo Marchese, liutista italiano
- Monica Marcolini, politica italiana
- Umberto Marongiu, scrittore italiano
- Barbara Martinelli, ex mezzofondista e ex velocista italiana
- Alexander Masters, scrittore e sceneggiatore britannico
- Albrecht Mayer, oboista e direttore d'orchestra tedesco
- Mike McCormack, scrittore irlandese
- Scott McDaniel, fumettista statunitense
- Ross McKitrick, economista canadese
- Benjamin Mee, scrittore e giornalista britannico
- Petar Meseldžija, fumettista, pittore e illustratore serbo
- Dunya Mikhail, poetessa irachena
- Rossen Milanov, direttore d'orchestra bulgaro
- Nadir Moknèche, regista cinematografico francese
- Francesca Montinaro, artista e scenografa italiana
- Nico Morelli, pianista e compositore italiano
- Greg Morrison, compositrice e paroliera canadese
- Sean Murray, compositore statunitense
- Mark Mylod, regista e produttore televisivo britannico
- Kumi Naidoo, attivista sudafricano
- Evgenij Viktorovič Nalimov, programmatore russo
- Bharat Nalluri, regista e sceneggiatore indiano
- Aziz Nasirzadeh, generale iraniano
- Sonia Nassery Cole, regista, scrittrice e attivista afghana
- Asra Nomani, giornalista e saggista indiana
- Sally Nyolo, cantante, cantautrice e produttrice discografica camerunese
- Magnus Öström, batterista svedese
- Fratelli Pang, sceneggiatore e regista cinese
- Michele Pauli, chitarrista e produttore discografico italiano
- Francisco Peralta Torrejón, fotografo austriaco
- Patricia Piccinini, artista australiana
- Christina Pluhar, musicista austriaca
- Alessandro Poli, fumettista italiano
- Jeffrey Pollack, imprenditore statunitense
- Alexandra Probst, ex sciatrice alpina austriaca
- Cristina Pumplun, missionaria olandese
- Claudia Quadri, conduttrice radiofonica, conduttrice televisiva e scrittrice svizzera
- Quan'an Wang, regista e sceneggiatore cinese
- Michele Rabbia, batterista e percussionista italiano
- Abdul Rahman, pacifista afghano
- Brigitte Reiffenstuel, costumista tedesca
- Eros Renzetti, pittore italiano
- Herbert Ringsgwandl, ex sciatore alpino tedesco
- Claudine Rinner, astronoma francese
- Monique Roffey, scrittrice britannica
- Monja Roindefo, politico malgascio
- Will Rokos, sceneggiatore, produttore televisivo e attore statunitense
- Olivia Rosenthal, scrittrice, saggista e drammaturga francese
- Marco Rossetti, magistrato e giurista italiano
- Giovanni Rubbiani, musicista e chitarrista italiano
- Renzo Ruggieri, fisarmonicista italiano
- Anna Russo, scrittrice italiana
- Giorgio Santambrogio, dirigente d'azienda italiano
- Yishai Sarid, scrittore e avvocato israeliano
- Hubert Schweighofer, ex sciatore alpino austriaco
- Jake Scott, regista britannico
- Uduch Sengebau Senior, politica palauana
- Abdullah Shah, serial killer afghano († 2004)
- Robin Sharma, scrittore canadese
- Richard Shepard, regista, sceneggiatore e produttore cinematografico statunitense
- Ia Shugliashvili, attrice georgiana
- Carola Silvestrelli, attrice, conduttrice televisiva e regista italiana
- Claire Skinner, attrice britannica
- Henrik Smith-Meyer, ex sciatore alpino norvegese
- Howard Sounes, scrittore inglese
- Brantley Southers, ex cestista statunitense
- Christopher Stanley, attore statunitense
- Rudolf Stocker, ex sciatore alpino austriaco
- Robert Stromberg, scenografo, regista e effettista statunitense
- David Stuart, archeologo, antropologo e scrittore statunitense
- Gary Styczynski, giocatore di poker polacco
- Kate Summerscale, scrittrice e giornalista britannica
- Carola Susani, scrittrice italiana
- Burhan Sönmez, avvocato, scrittore e giornalista turco
- Atsushi Takahashi, astronomo giapponese
- Giuliano Tallone, ambientalista italiano
- Vladimir Tasić, matematico e scrittore serbo
- Marina Tchebourkina, organista russa
- Jimi Tenor, compositore e polistrumentista finlandese
- Dīmītra Theodosiou, soprano greco
- Keni Thomas, cantante e militare statunitense
- Minh Thai, speedcuber statunitense
- Jana Tichá, astronoma ceca
- Carrie Tiffany, scrittrice australiana
- Gianluigi Toccafondo, artista, animatore e illustratore sammarinese
- Paolo Tortiglione, compositore e informatico italiano
- Christos Tsiolkas, scrittore, drammaturgo e sceneggiatore australiano
- Pablo Tusset, scrittore spagnolo
- Jonathan Tweet, autore di giochi statunitense
- Wilma Valt, ex sciatrice alpina italiana
- Alberto Vendemmiati, regista e direttore della fotografia italiano
- Giovanni Verrando, compositore italiano
- Stella Vordemann, attrice italiana
- Jess Walter, giornalista e scrittore statunitense
- Troy Watts, ex sciatore alpino statunitense
- Don J. Wells, astronomo statunitense
- Aud Wilken, cantante danese
- Sarah Will, ex sciatrice alpina statunitense
- Gareth Williams, astronomo britannico
- Andrés Wood, regista cileno
- Charlotte Wood, scrittrice australiana
- Ikuto Yamashita, fumettista giapponese
- Kenji Yanobe, artista e scultore giapponese
- Zhang Enli, pittore e artista cinese
- Zhang Xin, imprenditrice cinese
- Fredrik Zimmer, ex sciatore alpino norvegese
- Antonio Zoppetti, saggista italiano
- Bandar bin Khalid Al Sa'ud, principe e imprenditore saudita
- Erick de Armas, scrittore cubano
- Abu Ayman al-'Iraqi, militare e terrorista iracheno († 2014)